# Juan Fernández de Recalde
Juan Fernández de Recalde y Bozocavel (Vilvestre, ¿1555? - Quito, 19 de octubre de 1612), fue un magistrado y funcionario colonial español que ejerció altos cargos judiciales y académicos en el Virreinato del Perú.

## Biografía

### Origen familiar
Fueron sus padres Juan Martínez Recalde y María Bozocavel. Su hermano Pedro Fernández de Recalde murió como alcalde del Crimen del Virreinato de Nueva España. Su familia fue muy reconocida por la labor en la armada que tuvo su padre Juan Martínez Recalde quien ganó fama por haber defendido con tan solo un galeón las costas de la isla de Cuba de los ataques ingleses. Además también defendió la exportación de oro hacia España en una expedición que zarpó desde Cuba hasta Sevilla. Esta expedición sufrió el ataque de siete barcos ingleses sin embargo Juan Martínez logró hundir a cuatro y luchó hasta quedarse sin pólvora. Por honor, los ingleses lo remolcaron hasta Sevilla logrando cumplir su misión.

### Rector de Salamanca y San Marcos

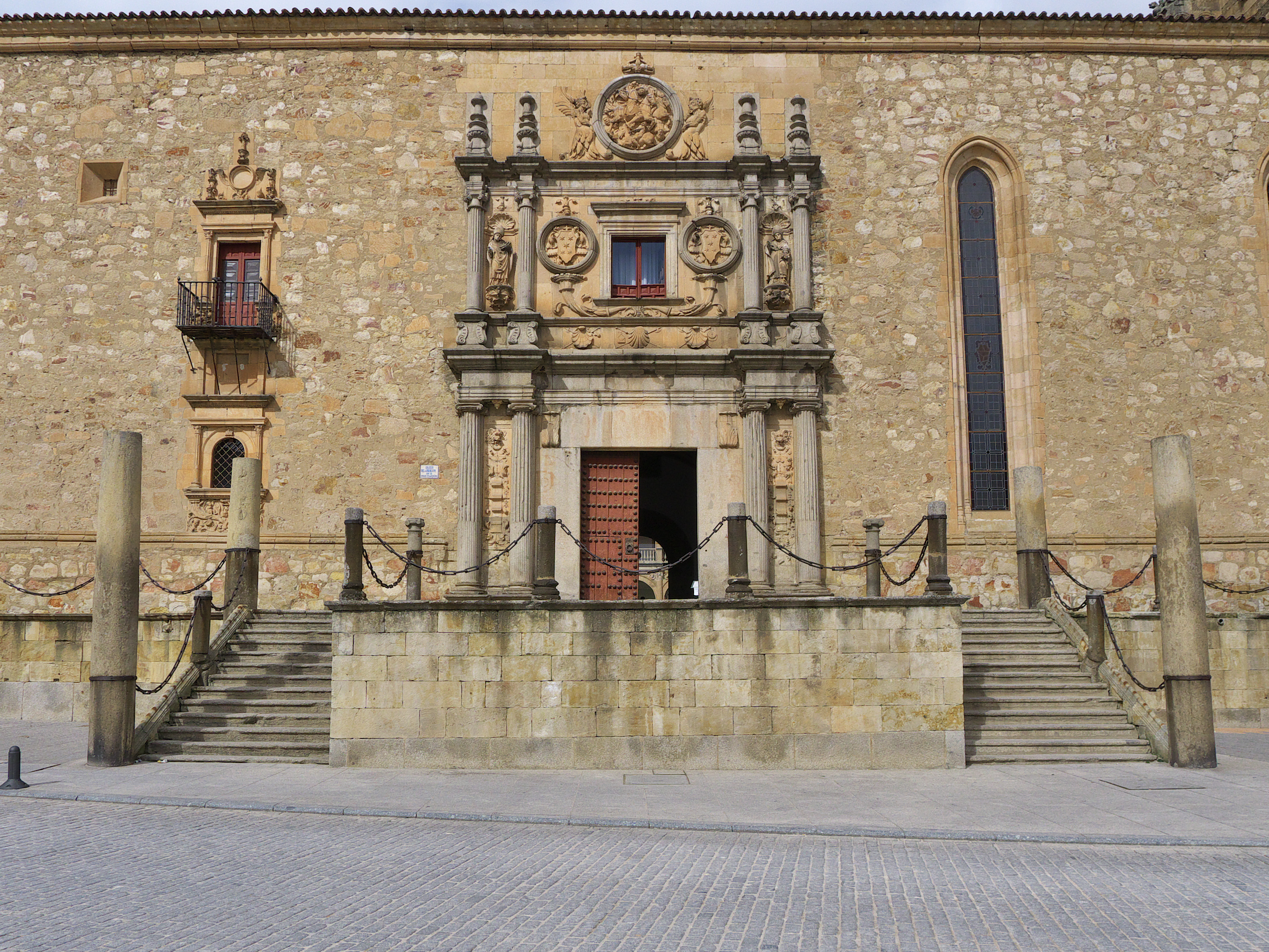
Puerta del Colegio de Santiago en la Universidad de Salamanca, donde sería rector

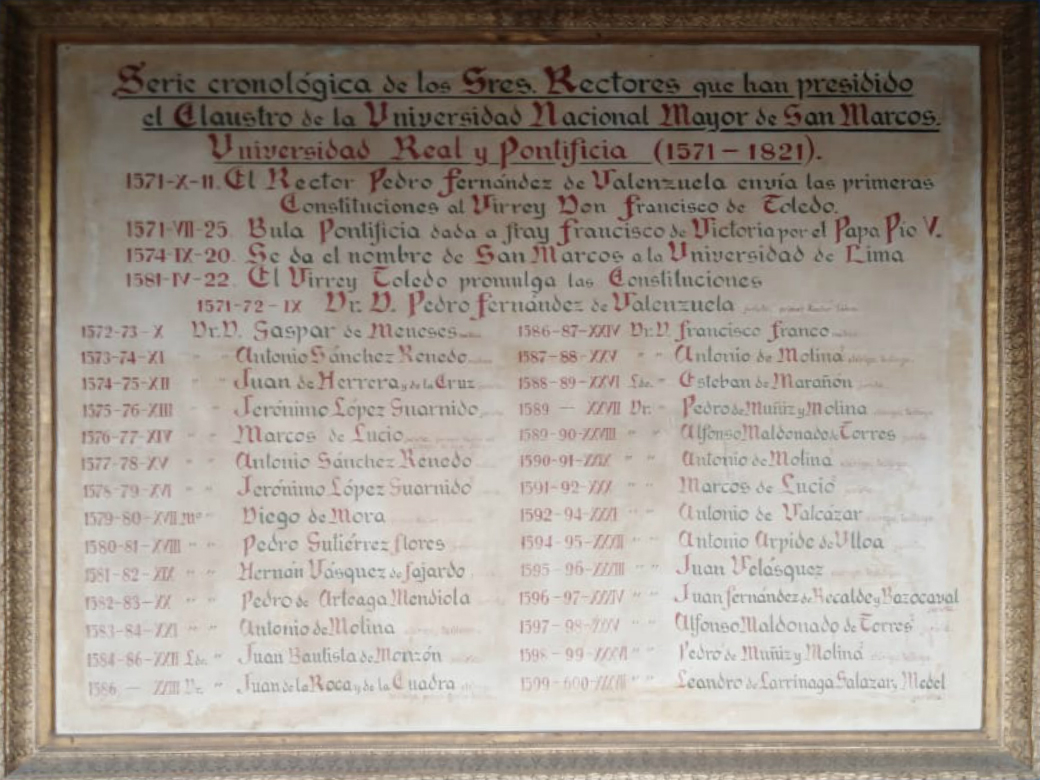
Lista de los rectores de la Universidad de San Marcos, donde consta Recalde en la columna de la derecha.

Por esta Razón, Juan Fernández gozó de muy buena fama, lo que le permitió hacer sus estudios en el Colegio Mayor de Santiago el Zebedeo de la Universidad de Salamanca, donde optó el grado de Doctor en Leyes y formó parte del colegio mayor del arzobispado en dicha institución. A diferencia de su padre, ganaría reconocimiento en las letras y más tarde sería nombrado rector de la Universidad de Salamanca. Con esto al igual que Pedro de la Gasca sería uno de los importantes rectores de Salamanca que después tendrían un rol destacado en la América Española.
Por todo su reconocimiento y por el lazo que lo ligaba a América desde la hazaña de su padre, pasó al Perú nombrado alcalde del crimen de la Real Audiencia de Lima (1586), algo para lo que estaba preparado gracias a sus estudios en derecho y donde se mantendría por nueve años hasta ser posteriormente promovido para ocupar la plaza de oidor en 1595, donde estaría solamente un año ya que reconocido por su erudición fue posteriormente incorporado a la Universidad de San Marcos, donde ejerció el rectorado en 1596, después de Juan Velásquez de Obando y antes de Alonso Maldonado de Torres. Dicho cargo lo ostentaría por un año, como fue frecuente durante estos años en San Marcos.

### Presidente de la Real Audiencia de Quito

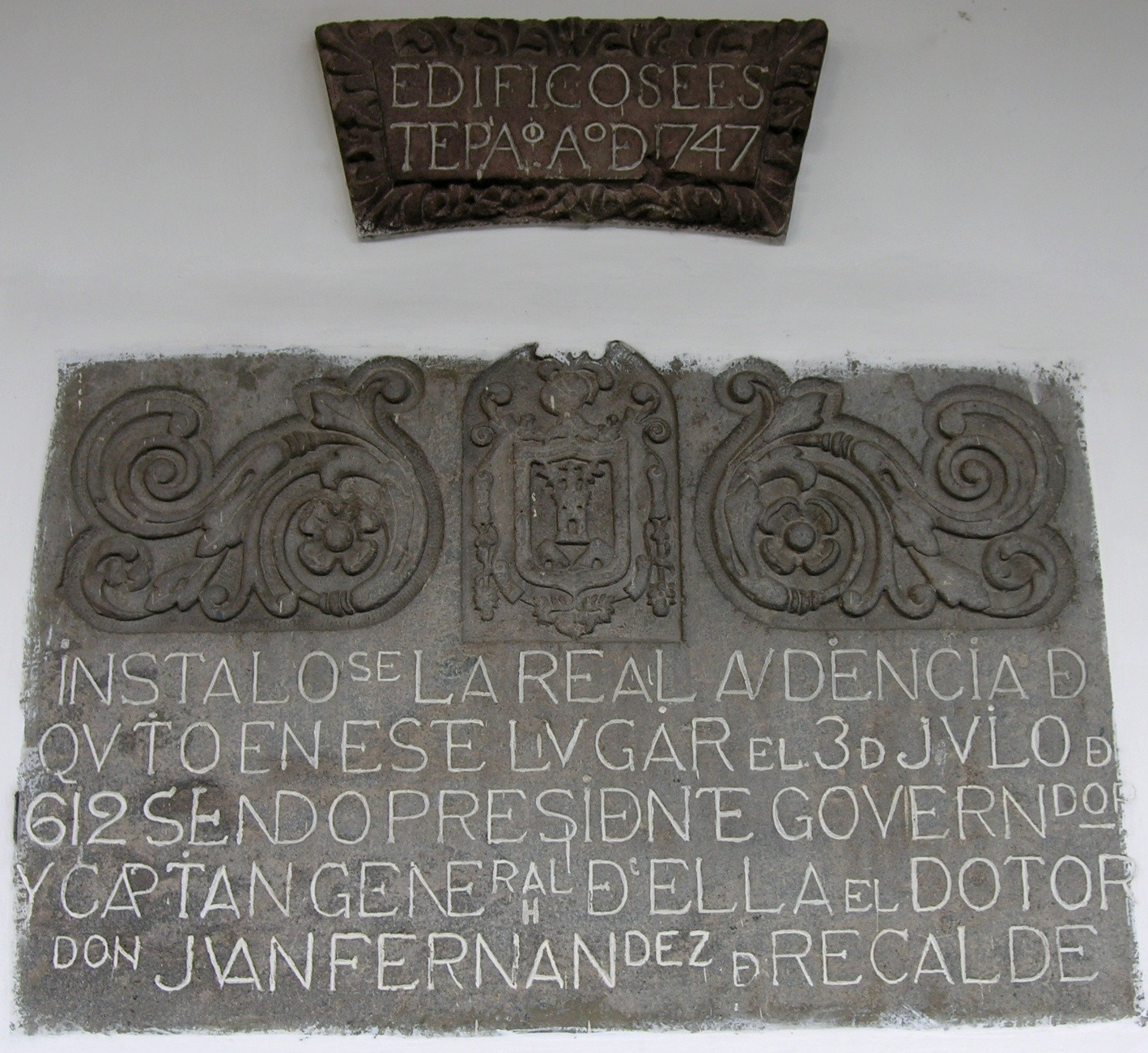
Placa en honor a Juan Fernández de Recalde en el Palacio de Carondelet

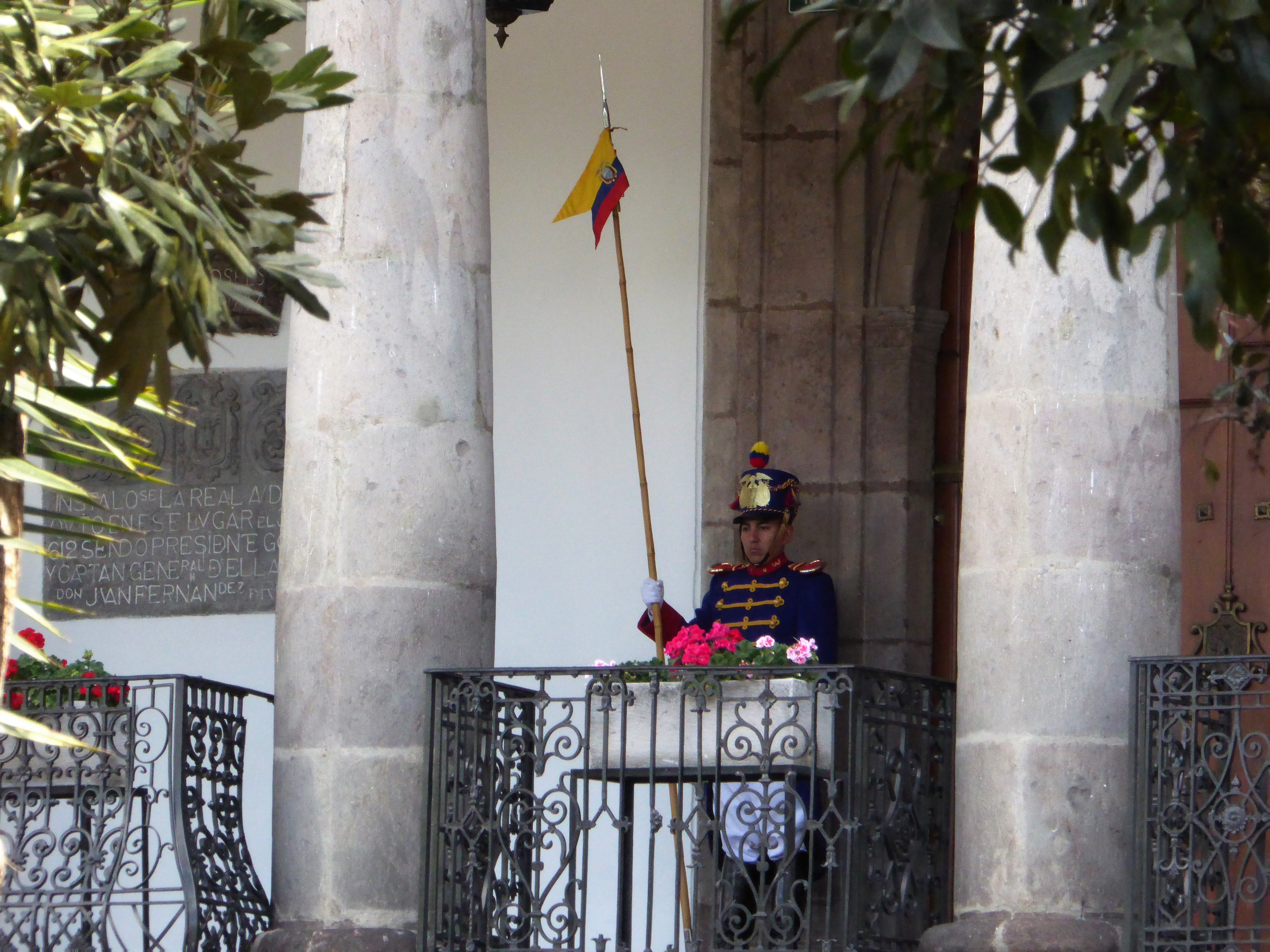
Vista de la placa en su honor desde el exterior del Palacio, junto a un Granadero de Tarqui

Posteriormente enviado al Cuzco en calidad de visitador. Recibido por el Cabildo (1601), atendió al remedio de los agravios de los naturales, así como se ocupó a reparar el puente sobre el río Apurímac. El 5 de diciembre de 1608, pasó a ejercer la presidencia de la Real Audiencia de Quito, después de la noticia de la muerte del reconocido presidente de la Audiencia, Miguel de Ibarra. Por esta razón se convirtió en el séptimo presidente de la real Audiencia desde su fundación en el siglo XVI, después de Santillán, Armendáriz, Valverde, Narváez, Barros, e Ibarra. Sin tomar en cuenta el visitador que Esteban Marañón que no cumplió el rol de Presidente de manera formal. Como tal, aprobó la fundación de la Cofradía de los Siete Dolores y Compasión de Nuestra Señora, en Quito. Esta advocación mariana cobraría fuerza en el siglo XX, en recuerdo del Milagro de la Virgen del Colegio de San Gabriel en Quito, producido de acuerdo a los relatos y a reportes de las autoridades jesuitas de Ecuador, el 20 de abril de 1906.Supuestamente frente a los alumnos internos y profesores del Colegio San Gabriel de Quito, un cuadro de la Dolorosa del Colegio abrió y cerró los ojos durante aproximadamente 15 minutos. Posteriormente, el papa Pío XII concedería la coronación canónica de la Dolorosa del Colegio y Juan Pablo II la declararía 'Patrona de la educación de la juventud'.Por otro lado, tuvo como su principal objetivo el de adquirir para uso de la Presidencia de Quito, el Palacio de Carondelet, que aloja hasta la actualidad al presidente de la República de Ecuador. El palacio estaría construido al lado derecho del Palacio de Pizarro, ahora conocido como Hotel Casa Grande, junto al Palacio Arzobispal. Estaría a su vez a la izquierda de la Catedral de Quito. Esto se llevaría a cabo el 3 de julio de 1612 y es conmemorado con una placa en las afueras de dicho palacio. En ella se recuerda a Recalde en su rol de "Presidente Gobernador y Capitan General". Sin embargo la muerte le sorprendería en el cargo, el 19 de octubre de 1612, por lo que no pudo gobernar mucho tiempo en el nuevo palacio y dejó entonces el lugar preparado para que se posicionara Antonio de Morga, quien ostentaría el cargo por cerca de dos décadas, siendo uno de los presidentes más influyentes en la historia de Ecuador. 

#### El traslado del Sello Real al Palacio de Carondelet
La inauguración del Palacio requirió, sin embargo, la organización de una procesión en honor al Sello Real. Dicho símbolo representaba al poder del Rey en América y tuvo su origen en la jurisprudencia de la Edad Media. Este mecanismo permitía al rey a pesar de estar ausente físicamente, hacer presencia simbólica ante los actos solemnes. Por esta razón la apertura del tribunal demandó que se traslade a la Casa nueva el sello real el 3 de junio de 1612. A juicio del historiador González Suárez, dicho símbolo entre todas las demás prendas de la Audiencia, podía ser considerada como la más noble, y por lo tanto la más apta que representaba al rey. Por esta razón su traslado requirió decoro y la organización de una procesión acorde a la entrada del monarca en persona. Por esta razón los miembros del Ayuntamiento se juntaron en la casa del Cabildo, donde se vistieron con las ropas de uniforme salieron para las Casas Reales viejas. Además los porteros tenían que vestirse acorde y estaban uniformados con ropones de librea, hechos de raso de seda morado.
1. El primero de los porteros llevaba en una fuente de plata una cinta de seda.

1. El segundo llevaba en fuente de plata un paño de terciopelo de seda carmesí
2. El tercero, llevaba un cofre también de plata
3. El cuarto que conducía el caballo donde se transportaba el sello real

Como si se tratara de Felipe III se hicieron al sello reverencias durante el desfile. Dicho evento fue tan importante que sus detalles se lograron registrar al punto que se conoce que el caballo era de color castaño oscuro, ricamente enjaezado. Los regidores de ciudad de Quito estaban vestidos con ropa de talares de damasco de seda carmesí y adornados con gorras de la misma tela. Por otro lado, los oidores llevaban togas y la tropa que constaba de setenta vecinos se encontraban armados de arcabuces con los que escoltaban al sello.

#### Resumen de la presidencia de Recalde
Sobre la presidencia de Recalde, el historiador Federico González Suárez resume lo siguiente:

El doctor don Juan Fernández de Recalde era español, y gozaba de la fama de hombre de letras; había hecho con lucimiento sus estudios en Salamanca, y estaba ocupando la plaza de oidor más antiguo en la Audiencia de Lima, cuando fue nombrado presidente de Quito; mas, como su edad era ya avanzada y su salud muy achacosa, acabó en breve, devorado rápidamente de un cáncer, que le causó fuertes sufrimientos en los postreros meses de su vida. El presidente Recalde vino a Quito en los momentos en que más necesidad tenía esta ciudad de la presencia de un magistrado íntegro, que hiciera respetar la vilipendiada autoridad del Obispo y mantuviera el orden en la alborotada población. El ilustrísimo señor Ribera le salió al encuentro hasta Chimbo, y procuró informarle de la comprometida situación en que se encontraba, odiado por los religiosos y mirado con desvío por gran parte del pueblo; el Presidente prestó apoyo al Prelado, pero éste no logró ver restablecida la calma en su ciudad episcopal, porque, como lo hemos referido ya, descendió al sepulcro casi repentinamente el año de 1612, y seis meses después falleció el Presidente. [...] En el breve tiempo de su gobierno, el presidente Recalde procuró que continuara la obra del camino de Ibarra a Esmeraldas; se trasladó personalmente a Otavalo y cooperó al trabajo en que estaba empeñado el corregidor Durango Delgadillo; el puerto, en la desembocadura del río Santiago, comenzó a prosperar, y los comerciantes de Quito hicieron sus viajes a Panamá por el nuevo camino, dejando el de Guayaquil. Sin embargo, durante el gobierno interino de la Audiencia, la obra encontró poderosas contradicciones y, al fin, fue desatendida y abandonada casi por completo.
González Suárez - Historia General del Ecuador

El mismo año de su muerte, antes del fatal suceso enviaría una carta el 25 de marzo a su majestad Felipe III informando sobre la situación en la Audiencia de Quito. En ella trata sobre algunos temas como la necesidad de haber tenido que desterrar a vagabundos y mestizos tanto a Esmeraldas, que recién se había creado la gobernación bajo el mandato de Francisco de Arobe y al reino de chile. Además el visitador de la Orden de Santo Domingo revisó los posibles "excesos" que se cometieron en el convento de monjas de Santa Catalina de Sena y procedió a su juicio de manera correcta. También habla de la mudanza de las casas reales a la plaza y cuanto costaría, es decir de la adquisición del Palacio de Carondelet actual. Además debido a un sacrilegio ocurrido en el Convento de la Concepción de Popayán se enviaría una comisión liderada por el licenciado Diego de Zorrilla para que se encarge de encontrar a los culpables. Es importante recordar que Zorrilla, después de la tempestad que arrasó a la ciudad de Loja y Zaruma en 1596 dispuso que la gente que habitaba el poblado de El Cisne se muevan del lugar donde habitaban en ese momento a un pueblo San Pedro de Chuquiribamba. Ahí se llevaría a cabo la aparición de Nuestra Señora de El Cisne pidiendo que se mantengan en el lugar y más bien levanten una iglesia en su honor. A partir de ahí nacería, nuestra advocación por la virgen de El Cisne. Por otro lado el licenciado Juan Guerrero había sido considerado por Recalde como falto de habilidad para ejercer dicho cargo de relator de la audiencia. Pidió un oidor más para lograr llenar las cuatro plazas, recomendando a la persona de Sancho de Mújica.

#### Descendencia
Contrajo matrimonio con la dama madrileña Catalina de Alcáyaga y Lartaun, sobrina del obispo Sebastián de Lartaun. Los padres de Catalina fueron Esteban de Alcayaga y de María de Lartaún, ambos de Oyarzun en la región de Guipúzcoa. Juntos tuvieron  a María de Recalde, casada primero con Pedro de Córdoba Messía, sin sucesión, y luego con el general Francisco Sigoney y Luján, oriundo de Madrid y con quien tuvieran sucesión. Su hija Constanza posteriormente se casó con el general Juan de Urdanegui, marqués de Villafuerte.